# Charles Vinci
Charles Thomas "Chuck" Vinci, Jr. (Cleveland, 28 de fevereiro de 1933 - Elyria, 13 de junho de 2018) foi um americano, campeão mundial e olímpico em halterofilismo.
Chuck Vinci ganhou ouro nos Jogos Pan-Americanos de 1951 e novamente em 1959. Sua segunda medalha de ouro em Jogos Olímpicos, em 1960, foi a última obtida por um homem dos Estados Unidos no levantamento de peso em Olimpíadas. 
Ele foi ainda por duas vezes vice-campeão mundial.
Morreu em 13 de junho de 2018, aos 85 anos, em Elyria, nos Estados Unidos.